# Matrice di cambiamento di base
In matematica, e più precisamente in algebra lineare, la matrice di cambiamento di base o di coordinate è una matrice quadrata che codifica il cambiamento di una base di uno spazio vettoriale.

## Definizione
Sia {\displaystyle V} uno spazio vettoriale di dimensione finita su un campo {\displaystyle K}. Siano {\displaystyle B} e {\displaystyle C} due basi di {\displaystyle V}, e siano {\displaystyle \mathbf {b} _{1},\mathbf {b} _{2},\dots ,\mathbf {b} _{n}} i vettori che compongono la base {\displaystyle B}. Si definisce matrice di cambiamento di coordinate dalla base {\displaystyle B} alla base {\displaystyle C} l'unica matrice {\displaystyle [M]_{C}^{B}} le cui colonne sono le coordinate dei vettori {\displaystyle \mathbf {b} _{i}} rispetto ai vettori della base {\displaystyle C}:
{\displaystyle [M]_{C}^{B}={\begin{bmatrix}\ [\mathbf {b} _{1}]_{C}&\cdots &[\mathbf {b} _{n}]_{C}\ \end{bmatrix}}}
Si ha allora:
{\displaystyle [\mathbf {v} ]_{C}=[M]_{C}^{B}[\mathbf {v} ]_{B}\qquad [\mathbf {v} ]_{B}=([M]_{C}^{B})^{-1}[\mathbf {v} ]_{C}}
In particolare, la matrice {\displaystyle [M]_{C}^{B}} è la matrice associata alla funzione identità su {\displaystyle V} rispetto alle basi {\displaystyle B} nel dominio e {\displaystyle C} nel codominio.
Se {\displaystyle K=\mathbb {R} } è il campo dei numeri reali, la matrice di cambiamento di base è utile a verificare se due basi hanno la stessa orientazione: questo accade precisamente quando il determinante della matrice di cambiamento di base che le collega è positivo.

## Rappresentazione grafica nel piano cartesiano

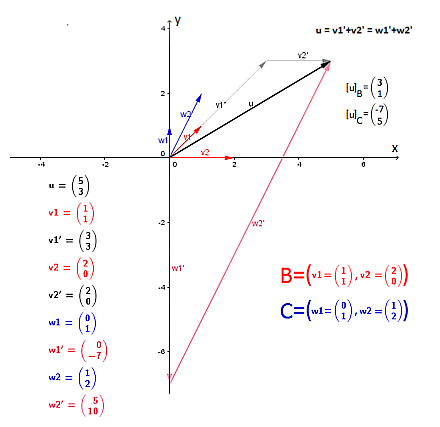
Fig.1.
Il vettore ha coordinate:
nel piano, rispetto alla base e rispetto alla base.

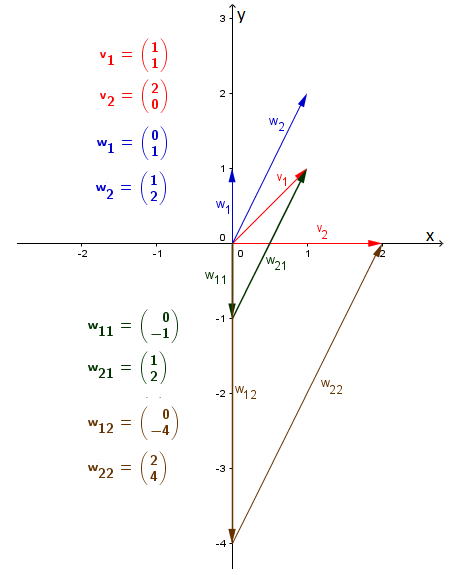
Fig.2.
Al vettore, primo vettore della base, corrisponde il vettore che si identifica con la colonna della matrice.
Al vettore, secondo vettore della base, corrisponde il vettore che si identifica con la colonna della matrice.

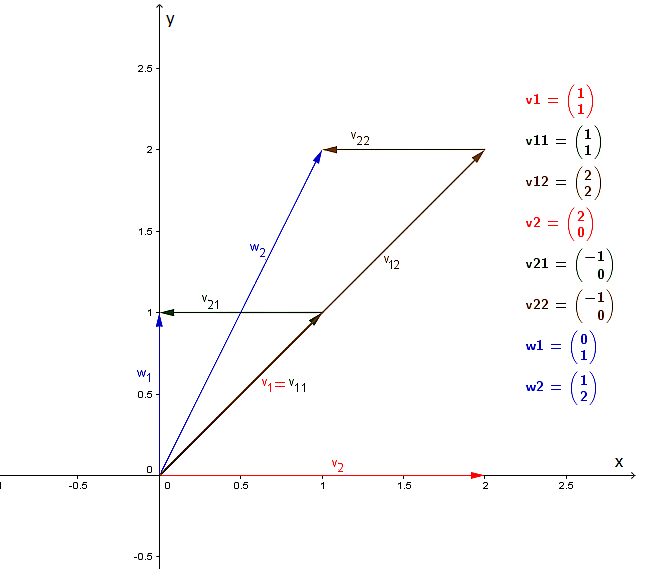
Fig.3.
Al vettore, primo vettore della base, corrisponde il vettore che si identifica con la colonna della matrice.
Al vettore, secondo vettore della base, corrisponde il vettore che si identifica con la colonna della matrice.

Rifacendoci alla fig.1 supponiamo di avere nel piano cartesiano il vettore {\displaystyle u} di coordinate:
{\displaystyle u={\begin{pmatrix}5\\3\end{pmatrix}}}.
Siano poi {\displaystyle (v_{1},v_{2})} e {\displaystyle (w_{1},w_{2})} due coppie di vettori che nello spazio euclideo {\displaystyle \mathbb {R} ^{2}} individuano rispettivamente la base {\displaystyle B} e la base {\displaystyle C} date da:
{\displaystyle B=\left(v_{1}={\begin{pmatrix}1\\1\end{pmatrix}},v_{2}={\begin{pmatrix}2\\0\end{pmatrix}}\right)}
{\displaystyle C=\left(w_{1}={\begin{pmatrix}0\\1\end{pmatrix}},w_{2}={\begin{pmatrix}1\\2\end{pmatrix}}\right)}
La coppia {\displaystyle (v_{1},v_{2})} può rappresentare un qualunque vettore del piano cartesiano (e quindi ne rappresenta una base) trattandosi di vettori non paralleli e pertanto indipendenti; altrettanto vale per la coppia {\displaystyle (w_{1},w_{2})}.
Si verifica facilmente che si può ottenere il vettore {\displaystyle u} come combinazione di vettori della base {\displaystyle B} e della base {\displaystyle C} mediante le seguenti equazioni:
{\displaystyle u=3v_{1}+v_{2}}             {\displaystyle (1)}
{\displaystyle u=-7w_{1}+5w_{2}}     {\displaystyle (2)}
Pertanto, le coordinate del vettore {\displaystyle u} rispetto alle basi {\displaystyle B} e {\displaystyle C} sono date da:
{\displaystyle [u]_{B}={\begin{pmatrix}3\\1\end{pmatrix}}}
{\displaystyle [u]_{C}={\begin{pmatrix}-7\\5\end{pmatrix}}}
Graficamente, in base {\displaystyle B} il vettore {\displaystyle u} è dato dalla somma dei vettori {\displaystyle v_{1}}' e {\displaystyle v_{2}}': bisogna a tal proposito tracciare la retta che ha la stessa direzione di {\displaystyle v_{1}} e individuare il punto di intersezione con la retta passante per la punta del vettore {\displaystyle u} e parallela a {\displaystyle v_{2}}. Si ottengono così il vettore {\displaystyle v_{1}}' con modulo pari a tre volte quello di {\displaystyle v_{1}} e il vettore {\displaystyle v_{2}}' con modulo pari a {\displaystyle v_{2}} conformemente all'equazione {\displaystyle (1)} che può essere riscritta come:
{\displaystyle u=3v_{1}+v_{2}=v_{1}}'{\displaystyle +v_{2}}'
{\displaystyle v_{1}}' {\displaystyle =3v_{1}}
{\displaystyle v_{2}}' {\displaystyle =v_{2}}
Analogamente, in base {\displaystyle C} il vettore {\displaystyle u} è dato dalla somma dei vettori {\displaystyle w_{1}}' e {\displaystyle w_{2}}': bisogna a tal proposito tracciare la retta che ha la stessa direzione di {\displaystyle w_{1}} e individuare il punto di intersezione con la retta passante per la punta del vettore {\displaystyle u} e parallela a {\displaystyle w_{2}}. Si ottengono così il vettore {\displaystyle w_{1}}', nella fattispecie opposto in verso a {\displaystyle w_{1}}, con modulo pari a sette volte quest'ultimo e il vettore {\displaystyle w_{2}}' con modulo pari a cinque volte {\displaystyle w_{2}} conformemente all'equazione {\displaystyle (2)} che può essere riscritta come:
{\displaystyle u=-7w_{1}+5w_{2}=w_{1}}'{\displaystyle +w_{2}}'
{\displaystyle w_{1}}' {\displaystyle =-7w_{1}}
{\displaystyle w_{2}}' {\displaystyle =5w_{2}}
La matrice che consente di passare dalle coordinate in base {\displaystyle B} a quelle in base {\displaystyle C} è data da:
{\displaystyle [M]_{C}^{B}={\begin{pmatrix}-1&-4\\1&2\end{pmatrix}}}
Vale, a riprova, l'identità {\displaystyle [u]_{C}=[M]_{C}^{B}[u]_{B}} come di seguito riportato:
{\displaystyle {\begin{pmatrix}-7\\5\end{pmatrix}}={\begin{pmatrix}-1&-4\\1&2\end{pmatrix}}{\begin{pmatrix}3\\1\end{pmatrix}}}
La fig.2 consente di avere una rappresentazione grafica delle colonne di tale matrice. La prima colonna fornisce i coefficienti moltiplicativi dei vettori che costituiscono la base {\displaystyle C} al fine di ottenere per somma geometrica il primo vettore della base {\displaystyle B} conformemente alla definizione data nel paragrafo introduttivo. Analogo discorso vale per la seconda colonna.
La matrice che consente di passare dalle coordinate in base {\displaystyle C} a quelle in base {\displaystyle B} è data dalla sua inversa:
{\displaystyle [M]_{B}^{C}={\begin{pmatrix}1&2\\-{\frac {1}{2}}&-{\frac {1}{2}}\end{pmatrix}}}
Vale, a riprova, l'identità {\displaystyle [u]_{B}=[M]_{B}^{C}[u]_{C}} come di seguito riportato:
{\displaystyle {\begin{pmatrix}3\\1\end{pmatrix}}={\begin{pmatrix}1&2\\-{\frac {1}{2}}&-{\frac {1}{2}}\end{pmatrix}}{\begin{pmatrix}-7\\5\end{pmatrix}}}
La fig.3 consente di avere una rappresentazione grafica delle colonne di tale matrice. La prima colonna fornisce i coefficienti moltiplicativi dei vettori che costituiscono la base {\displaystyle B} al fine di ottenere per somma geometrica il primo vettore della base {\displaystyle C} conformemente alla definizione data nel paragrafo introduttivo. Analogo discorso vale per la seconda colonna.

## Composizione
La matrice di cambiamento di base permette di codificare la relazione fra basi diverse attraverso la composizione di funzioni. Siano {\displaystyle B_{1}}, {\displaystyle B_{2}} e {\displaystyle B_{3}} basi per {\displaystyle V} e sia {\displaystyle M_{i,j}} la matrice di cambiamento di coordinate da {\displaystyle B_{i}} a {\displaystyle B_{j}}. Si ha:
{\displaystyle M_{1,3}=M_{2,3}M_{1,2}}
Segue che se {\displaystyle M} è la matrice di cambiamento di coordinate da {\displaystyle B} in {\displaystyle B'} e {\displaystyle M'} è la matrice di cambiamento di coordinate da {\displaystyle B'} in {\displaystyle B} allora vale la relazione:
{\displaystyle MM'=I}
In particolare, la matrice {\displaystyle M} è invertibile e {\displaystyle M'} è la sua inversa.

## Cambio di matrici associate a endomorfismi
Sia {\displaystyle T:V\to V} un endomorfismo di uno spazio vettoriale {\displaystyle V}. Siano {\displaystyle B} e {\displaystyle B'} due basi per {\displaystyle V} e {\displaystyle M} la matrice di cambiamento di coordinate da {\displaystyle B'} in {\displaystyle B}. Sia {\displaystyle [T]_{B}} la matrice di trasformazione di {\displaystyle T} rispetto alla base {\displaystyle B} e {\displaystyle [T]_{B'}} la matrice associata a {\displaystyle B'}. Vale allora la relazione:
{\displaystyle [T]_{B'}=M^{-1}[T]_{B}M}
In modo equivalente, due matrici che rappresentano lo stesso endomorfismo rispetto a basi diverse sono simili.

## Esempi
- Nel piano cartesiano, sia {\displaystyle B=((1,0),(0,1))} la base canonica e {\displaystyle B'=((0,1),(1,0))} ottenuta permutando {\displaystyle B}. La matrice di cambiamento di coordinate da {\displaystyle B} in {\displaystyle B'} è:
{\displaystyle {\begin{bmatrix}0&1\\1&0\\\end{bmatrix}}}
- Nello spazio euclideo {\displaystyle \mathbb {R} ^{3}}, la matrice di cambiamento fra le basi:
{\displaystyle B=\left(v_{1}={\begin{pmatrix}1\\0\\2\end{pmatrix}},v_{2}={\begin{pmatrix}3\\1\\0\end{pmatrix}},v_{3}={\begin{pmatrix}2\\1\\1\end{pmatrix}}\right)}
{\displaystyle B'=\left(w_{1}={\begin{pmatrix}1\\0\\1\end{pmatrix}},w_{2}={\begin{pmatrix}0\\1\\1\end{pmatrix}},w_{3}={\begin{pmatrix}1\\1\\0\end{pmatrix}}\right)}
viene trovata risolvendo il sistema di equazioni lineari:
{\displaystyle v_{i}=M_{1i}w_{1}+M_{2i}w_{2}+M_{3i}w_{3}}
con 9 equazioni (pari al numero degli elementi della matrice, {\displaystyle i^{2}}) e 9 incognite {\displaystyle M_{ji}}. Il risultato è la matrice:
{\displaystyle M={\begin{pmatrix}{\frac {3}{2}}&1&1\\{\frac {1}{2}}&-1&0\\-{\frac {1}{2}}&2&1\end{pmatrix}}}
La matrice {\displaystyle M} può quindi essere usata per cambiare le coordinate di un vettore fissato. Ad esempio, il vettore:
{\displaystyle v={\begin{pmatrix}5\\2\\7\end{pmatrix}}=2v_{1}-v_{2}+3v_{3}}
ha coordinate rispetto a {\displaystyle B}:
{\displaystyle [v]_{B}={\begin{pmatrix}2\\-1\\3\end{pmatrix}}}
Le sue coordinate rispetto a {\displaystyle B'} sono quindi calcolate nel modo seguente:
{\displaystyle [v]_{B'}={\begin{pmatrix}{\frac {3}{2}}&1&1\\{\frac {1}{2}}&-1&0\\-{\frac {1}{2}}&2&1\end{pmatrix}}{\begin{pmatrix}2\\-1\\3\end{pmatrix}}={\begin{pmatrix}5\\2\\0\end{pmatrix}}}